# Misha Stefanuk
Misha V. Stefanuk (* 1967 in Moskau, Russische SFSR) ist ein US-amerikanischer Komponist, Pianist und Musikpädagoge.

## Leben und Wirken
Stefanuk begann im Alter von fünf Jahren Klavier zu spielen und komponierte sein erstes Musikstück neunjährig. Er studierte Musiktheorie am Moskauer Konservatorium und besuchte das Moskauer Studio für Improvisationsmusik und die Russische Musikakademie, wo Kirill Volkov und Dmitry Blum zu seinen Lehrern zählten. Als Pianist trat er mit der Ragtime- und Dixieland-Band  Patephone in Holland und Spanien auf.
Nach seiner Ausreise in die USA studierte er Komposition an der Belmont University und Musikpädagogik an der Boston University. Er besuchte außerdem das Skidmore Jazz Institute und studierte an der Washington State University bei Gregg Yasinitsky, Charles Argersinger und Frank Mantooth. Er war Pianist in zwei Universitäts-Bigbands und gründete das Jazz-Trio Mooseknows, mit dem er zwei CDs aufnahm. Beim Lionel Hampton Jazz Festival wurde er als Outstanding Piano Player ausgezeichnet. Mit Nat Sherman tritt er regelmäßig im New Yorker 5th Ave auf, außerdem ist er Organist an der Mount Carmel Church in Orange.
Stefanuk ist weiterhin Kolumnist bei der Musikzeitschrift Creative Keyboard und regelmäßiger Juror der Chopin Youth Piano Competition in Milwaukee. Gemeinsam mit seiner Frau, der Sängerin, Klavier- und Gesangslehrerin Evan Marie Dozier-Stefanuk unterrichtet er am Johnson Ferry Conservatory of Music in Atlanta. Neben Instrumentalwerken komponierte Stefanuk Musik zu mehr als 20 Theaterinszenierungen und 30 Videoprojekten, zudem mehrere Opern (u. a. The True Story of Wolf & Red Riding Hood, 2009, The Kitty who Lost Her Meow, Wolfy, 2008 und An American Story: George Gershwin, 2007). Er nahm mehr als 20 CDs mit Werken aus dem Bereich der Neuen Musik, des Jazz und Pop auf.